# Castelo de Sammezzano

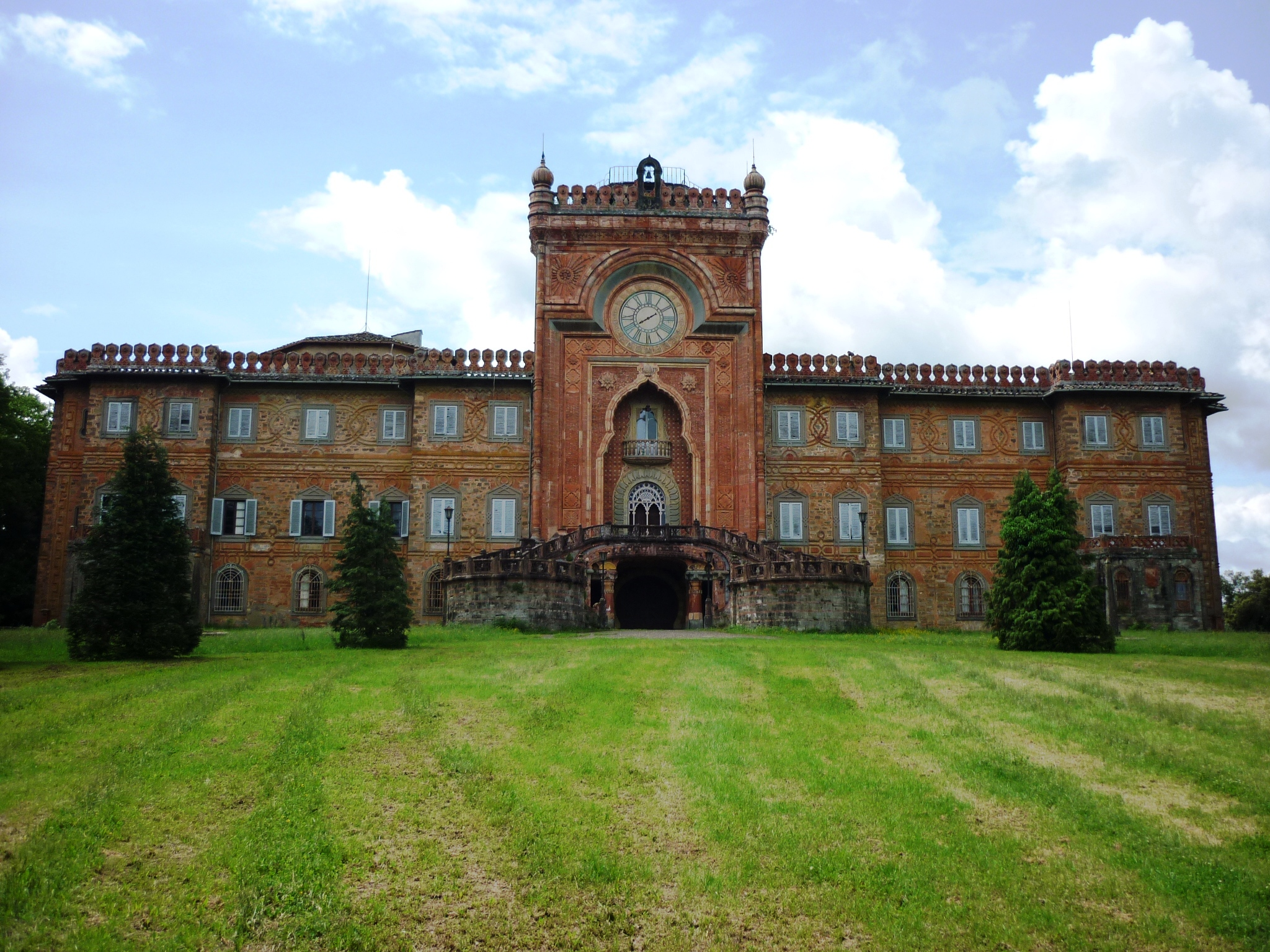
Imagem da frontaria da edificação

O Castelo de Sammezzano é uma suntuosa edificação palacial e histórica em Sammezzano, nas proximidades de Leccio, no município de Reggello, na província de Florença, na Itália.

## História
O edifício principal provém de uma remodelação executada no século XIX, em arquitetura eclética, com detalhes mouriscos, de um casarão construído originalmente em 1605 a mando da família Ximenes de Aragão. No entanto, a história do lugar é mais antiga e remonta à era romana. 
O historiador Robert Davidsohn, em seu livro, História de Florença, argumenta que em 780 o edifício pode ter hospedado Carlos Magno, quando voltava de Roma, onde teve seu filho batizado pelo Papa.
Ao longo dos séculos a propriedade onde se localiza o castelo pertenceu a várias famílias importantes: primeiramente aos Altoviti; depois, por determinação do duque Cosimo, a Giovanni Jacopo de' Medici; que finalmente a vendeu a Sebastiano Ximenes. A propriedade permaneceu com a família Ximenes de Aragão até o último herdeiro, Ferdinando, que morreu em 1816.
Com uma planta projetada pelo engenheiro Giuseppe Faldi, em 1818, o castelo apresenta uma estrutura grandiosa, com bastiões e uma escada de entrada de que não há mais vestígios, do lado oposto ao das escadas de acesso atuais. Após um longo processo relacionado ao testamento de Ferdinando Ximenes, os bens, o nome, o brasão e os títulos da família Ximenes de Aragão, bem como a vasta propriedade de Sammezzano, passaram para o primogênito de Vittoria, a irmã de Ferdinando e esposa de Niccolò Panciatichi.
Em 1878 o castelo serviu de hospedaria ao rei da Itália Umberto I.

## A reforma do século XIX
Entre 1853 e 1889, já sob a propriedade do engenheiro, historiador, nobre e político italiano, Fernando Panciatichi Ximenes de Aragão, o castelo foi redesenhado. Em cerca de quarenta anos, o marquês projetou, financiou e construiu o parque e o castelo de Sammezzano, o exemplo mais importante da arquitetura orientalista na Itália. Todos os tijolos, os estuques e os azulejos foram fabricados com mão-de-obra local devidamente instruída. Na onda da corrente cultural chamada "Orientalismo" que se espalhou por toda a Europa desde o início do século XIX e que viu Florença como um dos principais centros, Ferdinando começou a modificar a estrutura existente e a criar novas salas: o Hall de entrada em 1853, o Corredor das Estalactites em 1862, o Salão de Baile em 1867, e a Torre central, a datada de 1889.

## Século XX e dias atuais
No período pós-guerra, a edificação foi usada como um hotel de luxo. Apesar do leilão de 1999 e de algum trabalho de restauração urgente, está em um estado de necessidade de reformas. Em outubro de 2015, o castelo foi leiloado novamente, devido ao fracasso da empresa italiana-inglesa que o comprou em 1999.
Em 2016, o castelo foi incluído entre os Luoghi of the Heart em um concurso promovido pelo Fundo Italiano para o Meio Ambiente (FIMA). 
Em 2017, foi comprado em um leilão por uma empresa com sede em Dubai, por 14,4 milhões de euro. No mês seguinte, porém, a venda foi anulada pelo tribunal de Florença.
Atualmente o castelo fica aberto à visitação apenas por ocasião de alguns eventos, como as Jornadas de Primavera promovidas pelo FIMA.

## Galeria

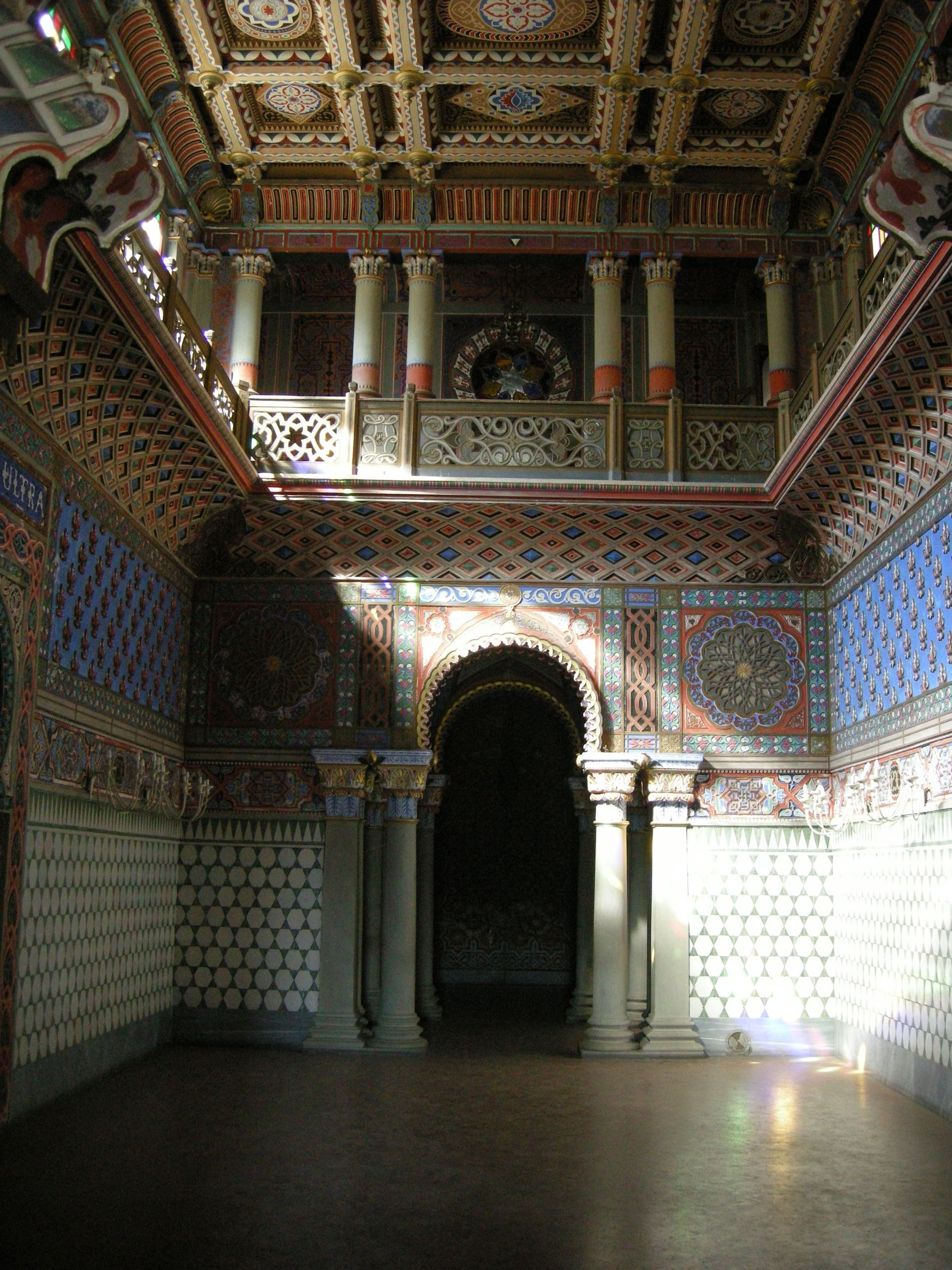
O átrio das colunas
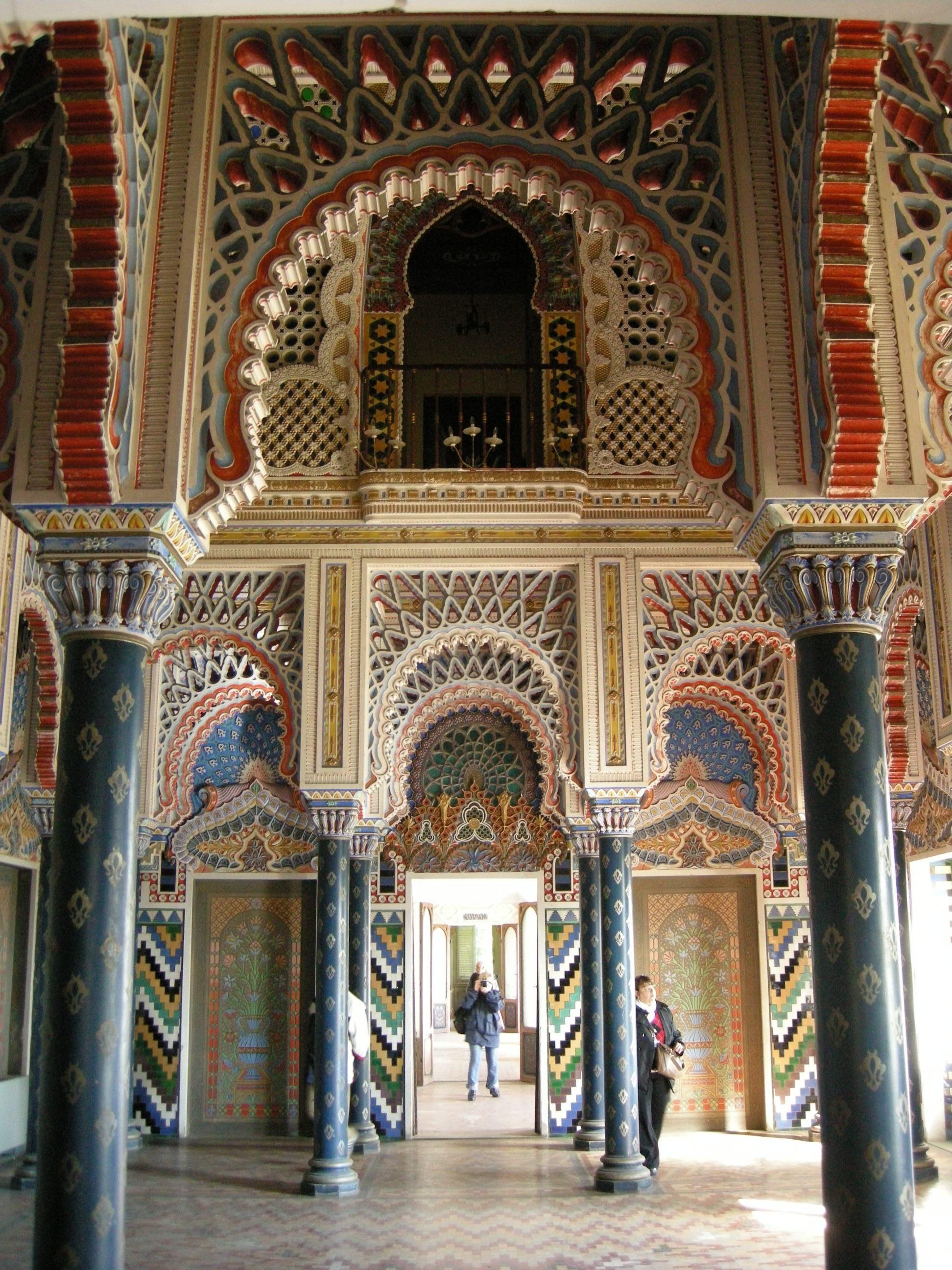
Vista do salão dos livros
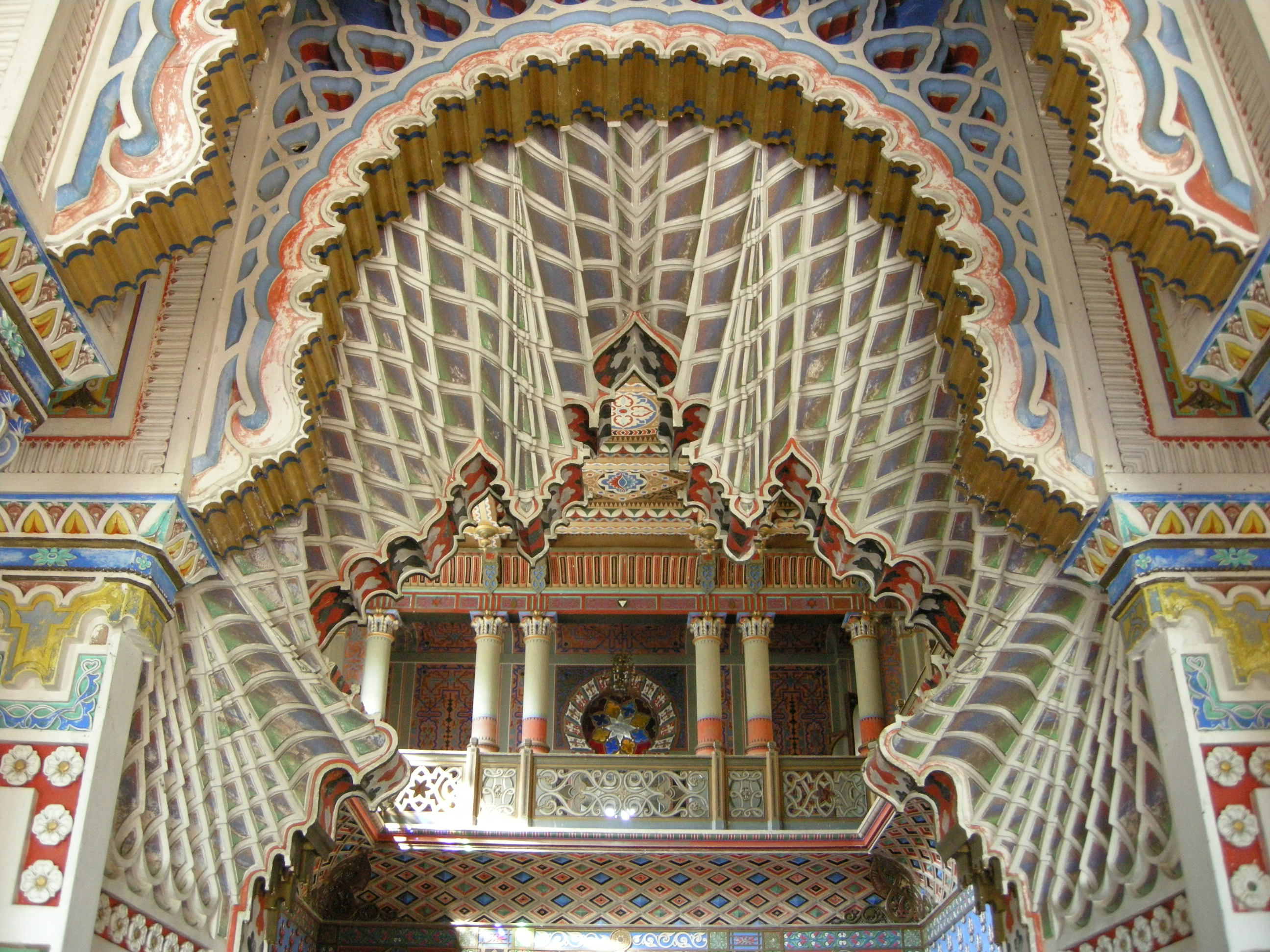
Detalhe do salão dos livros
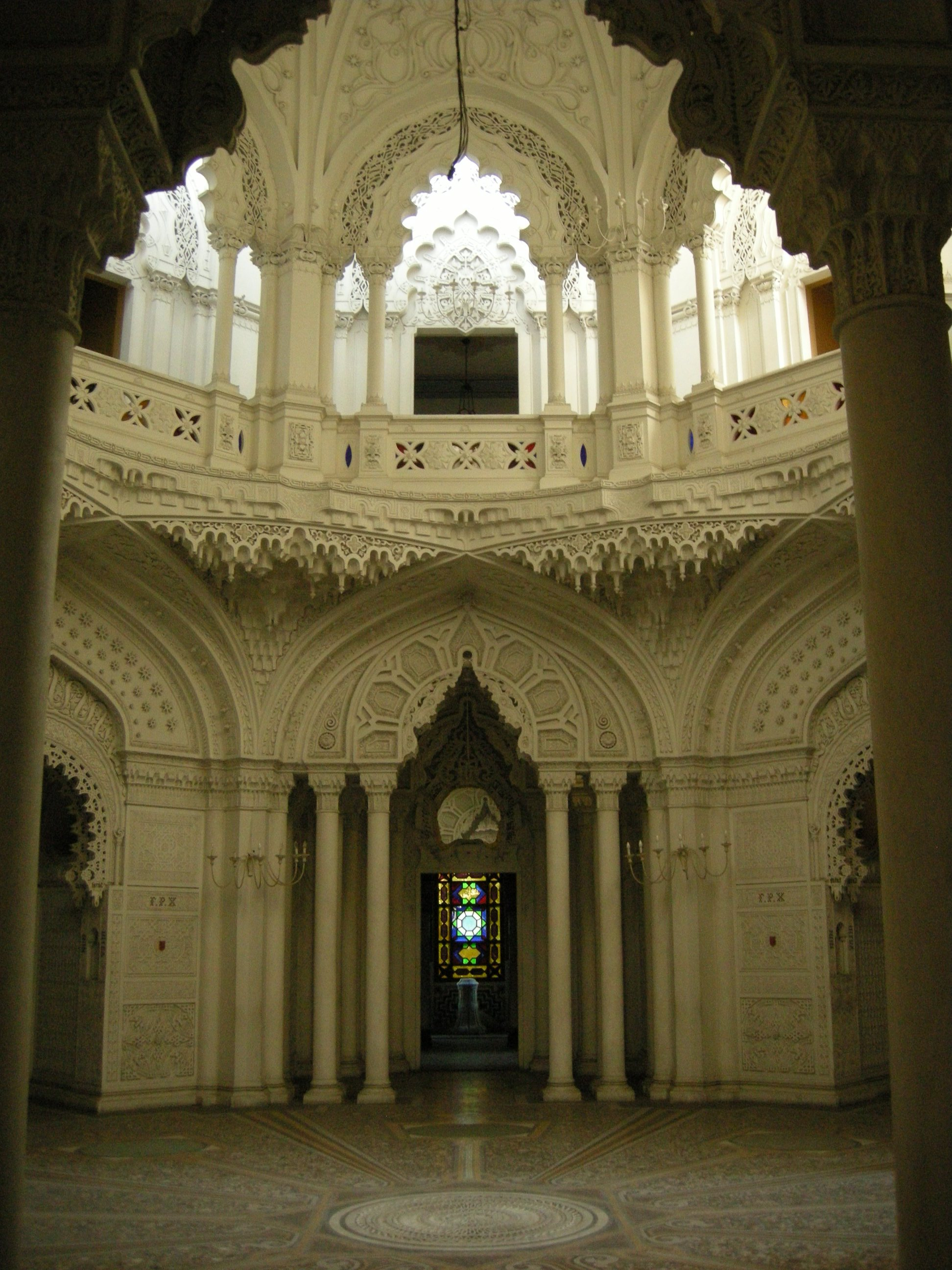
A Rotunda
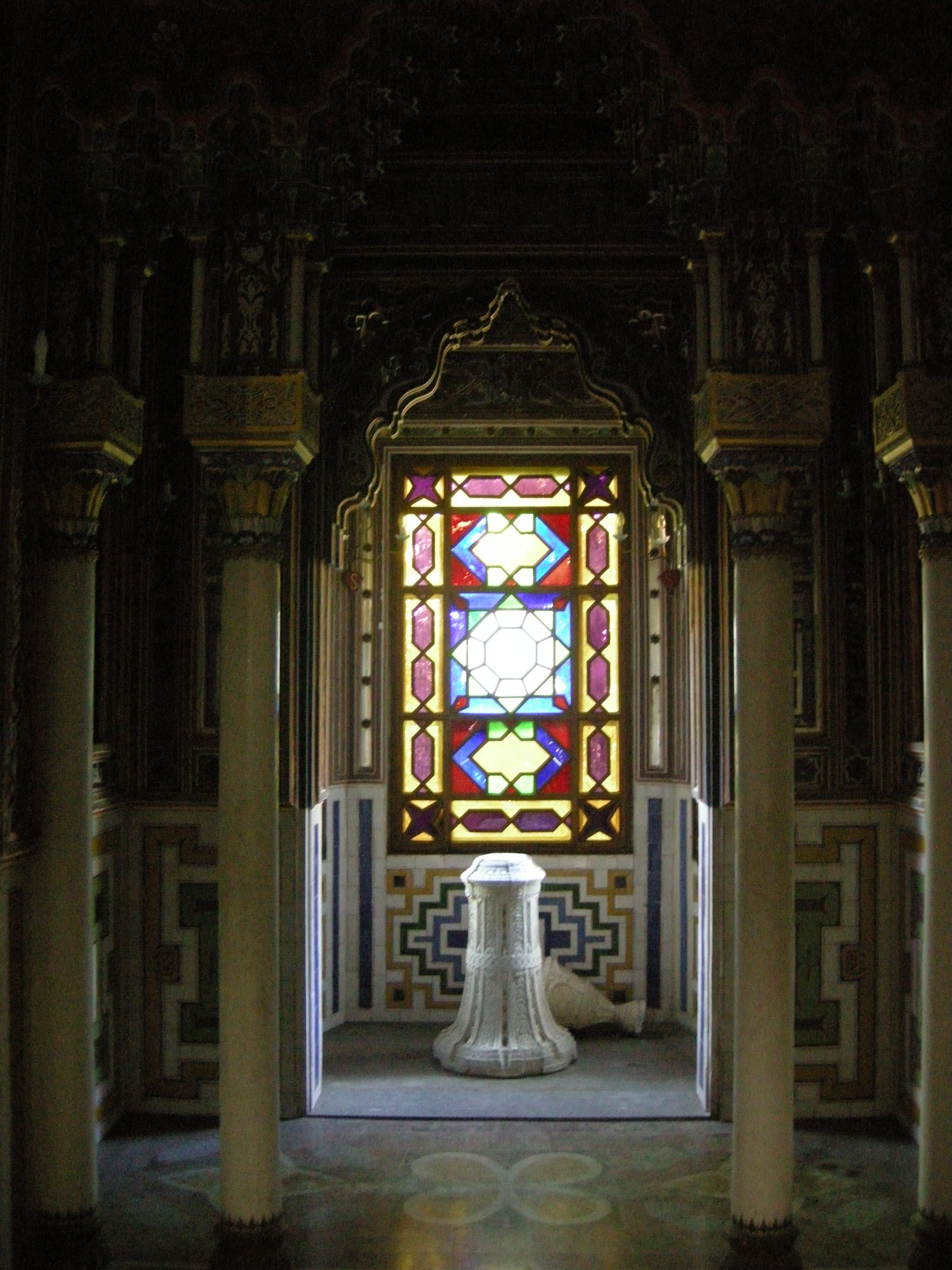
Vitral
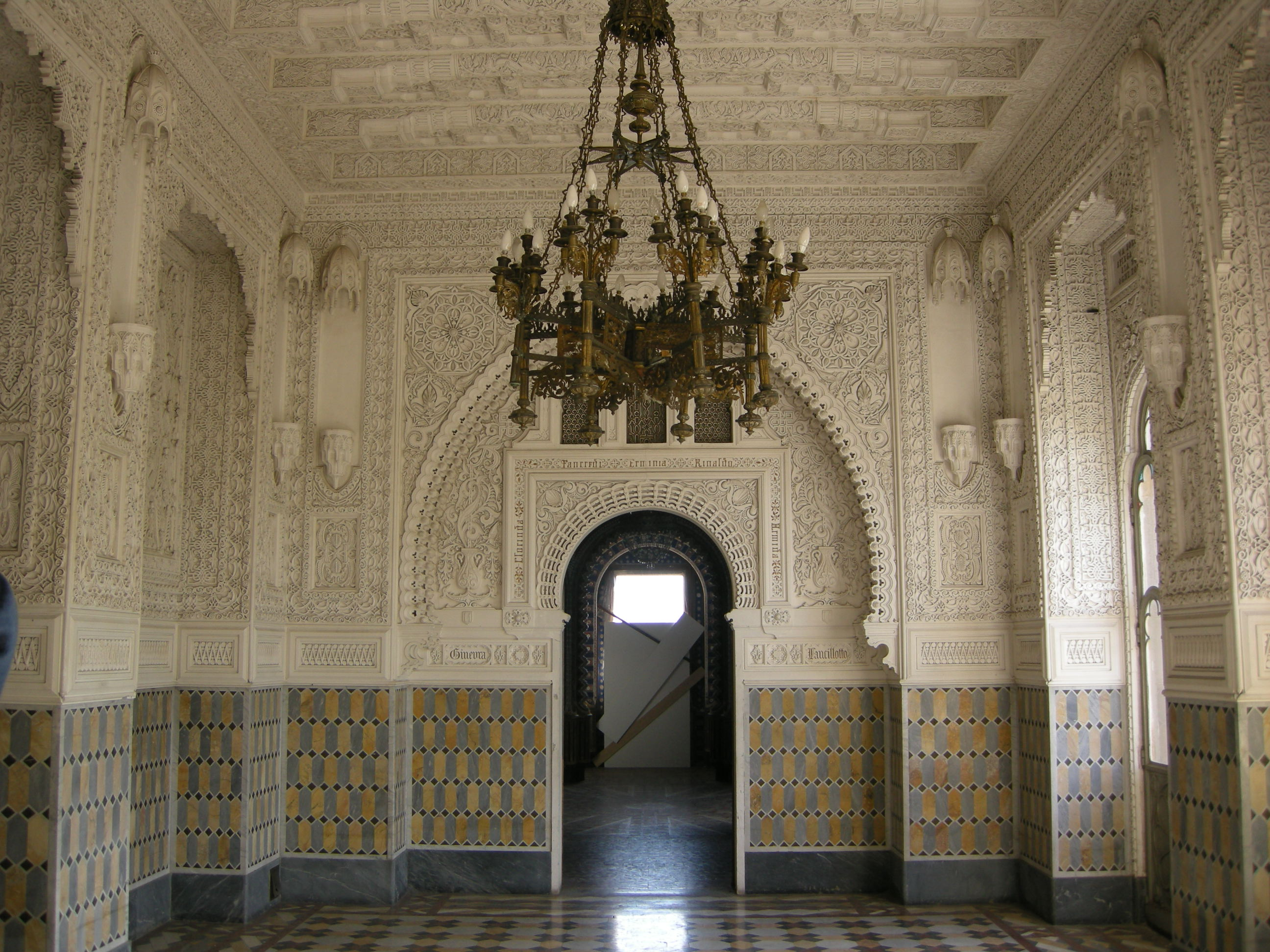
Hall
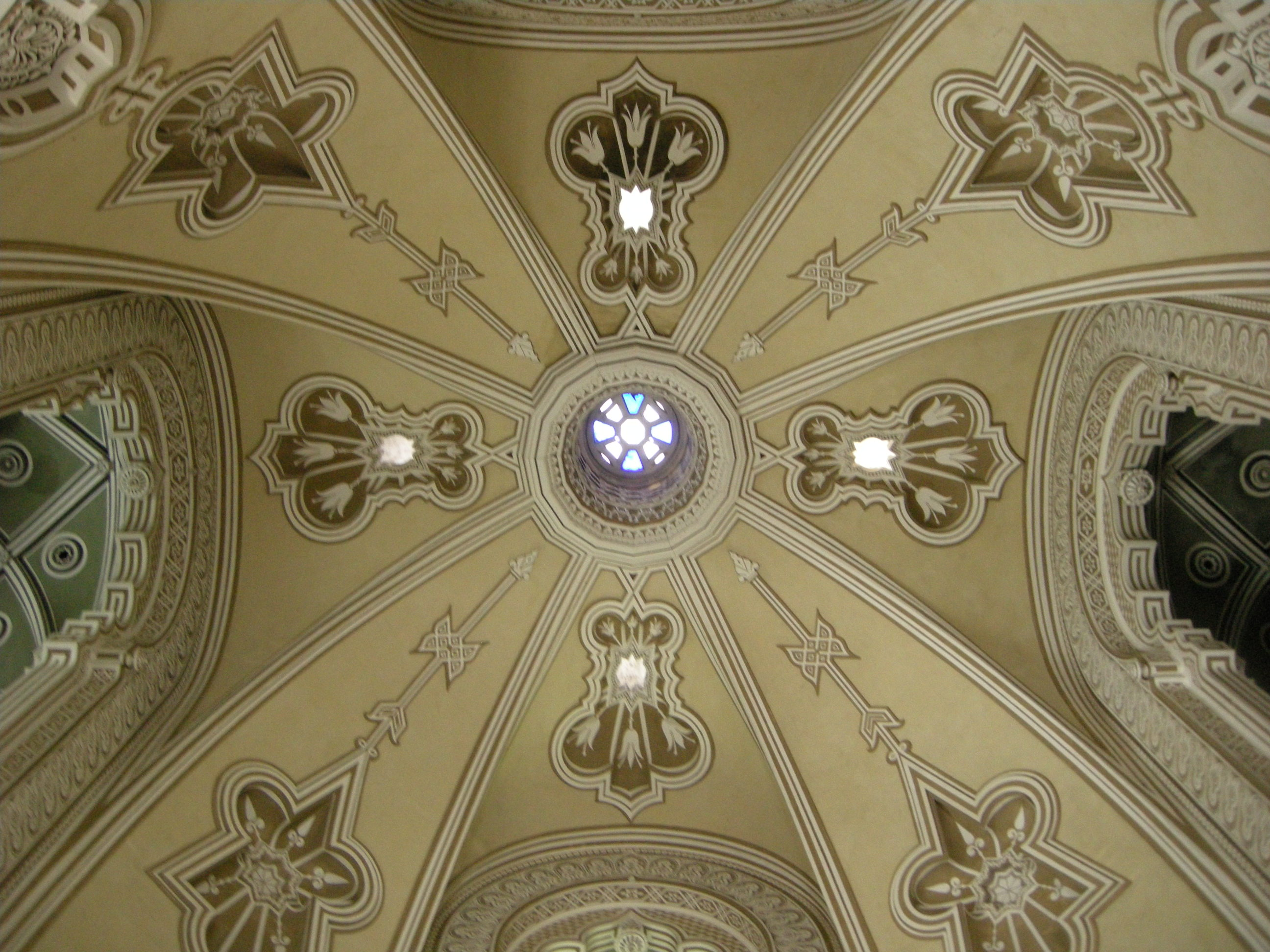
Detlahes da arquitetura da cúpula da capela
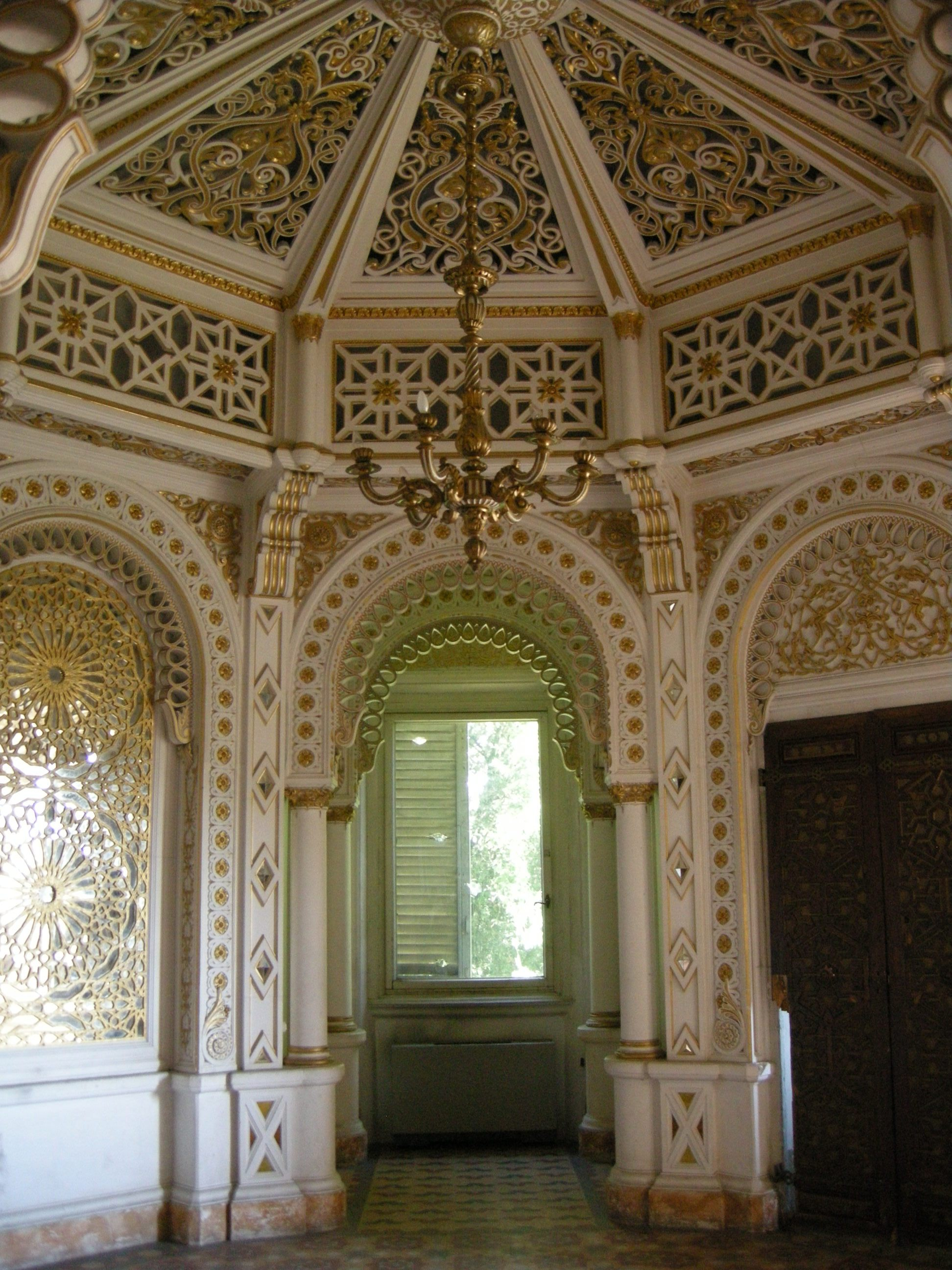
Uma dos salões do castelo
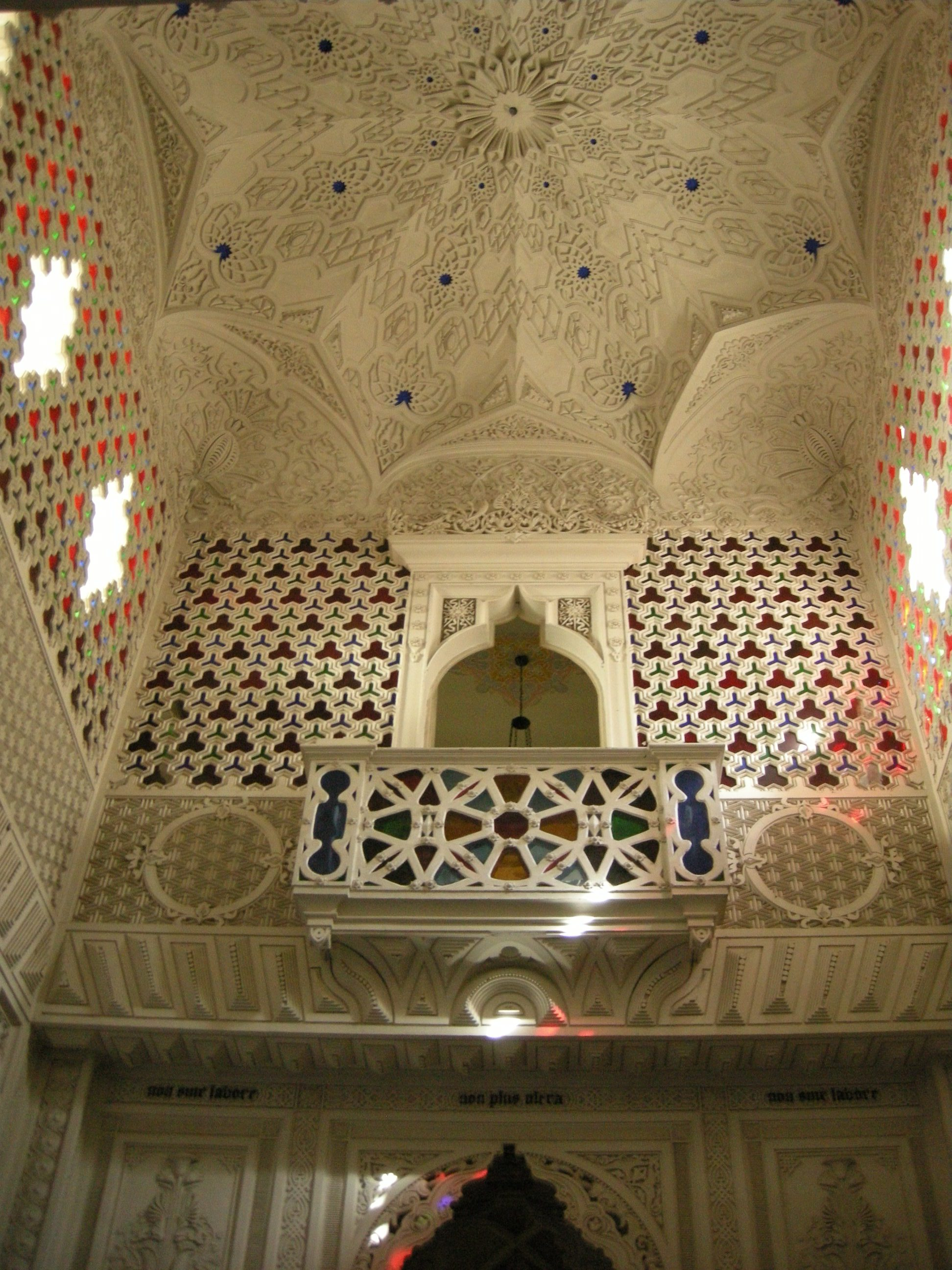
Janelas coloridas
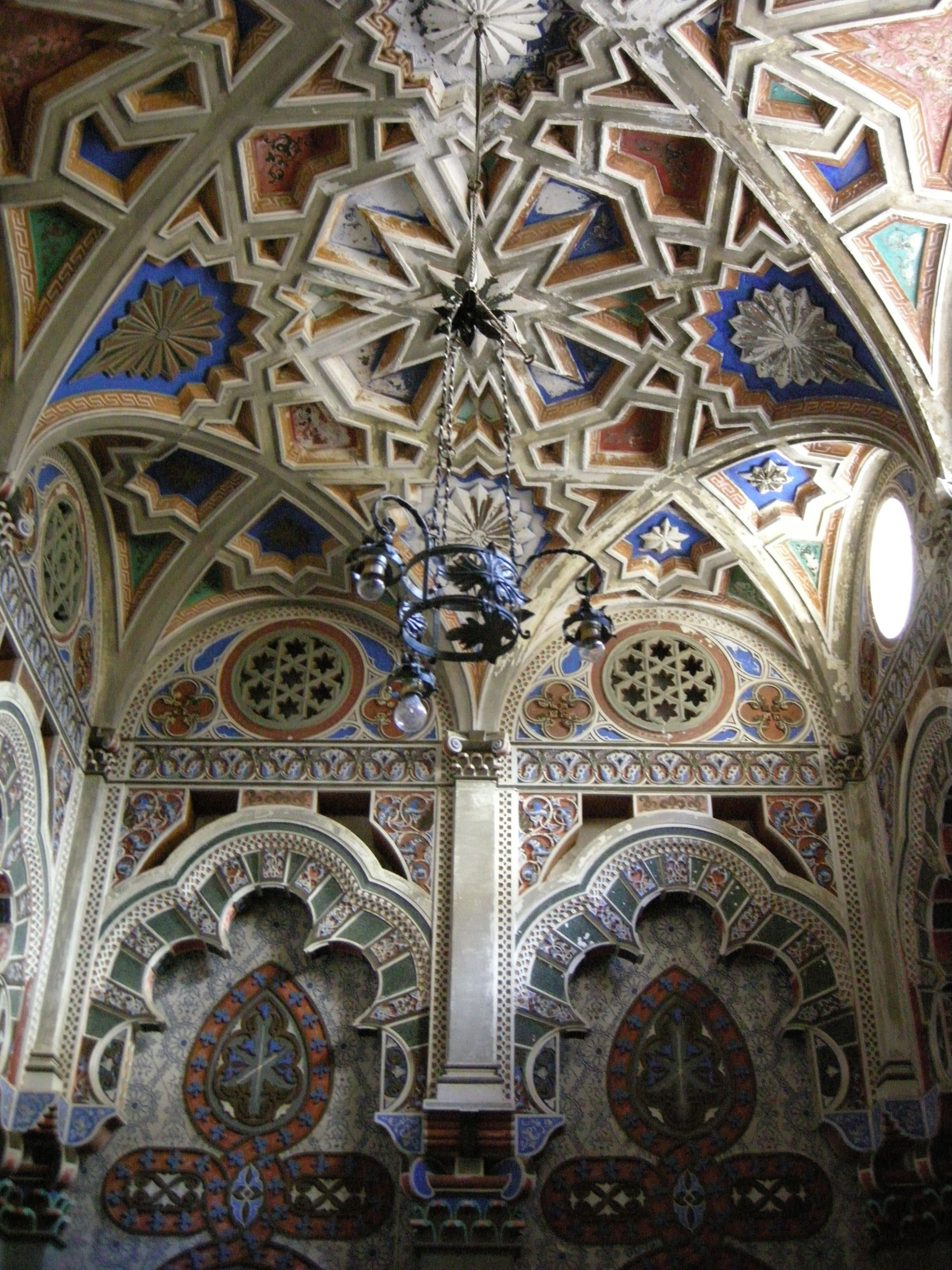
Detalhes no teto
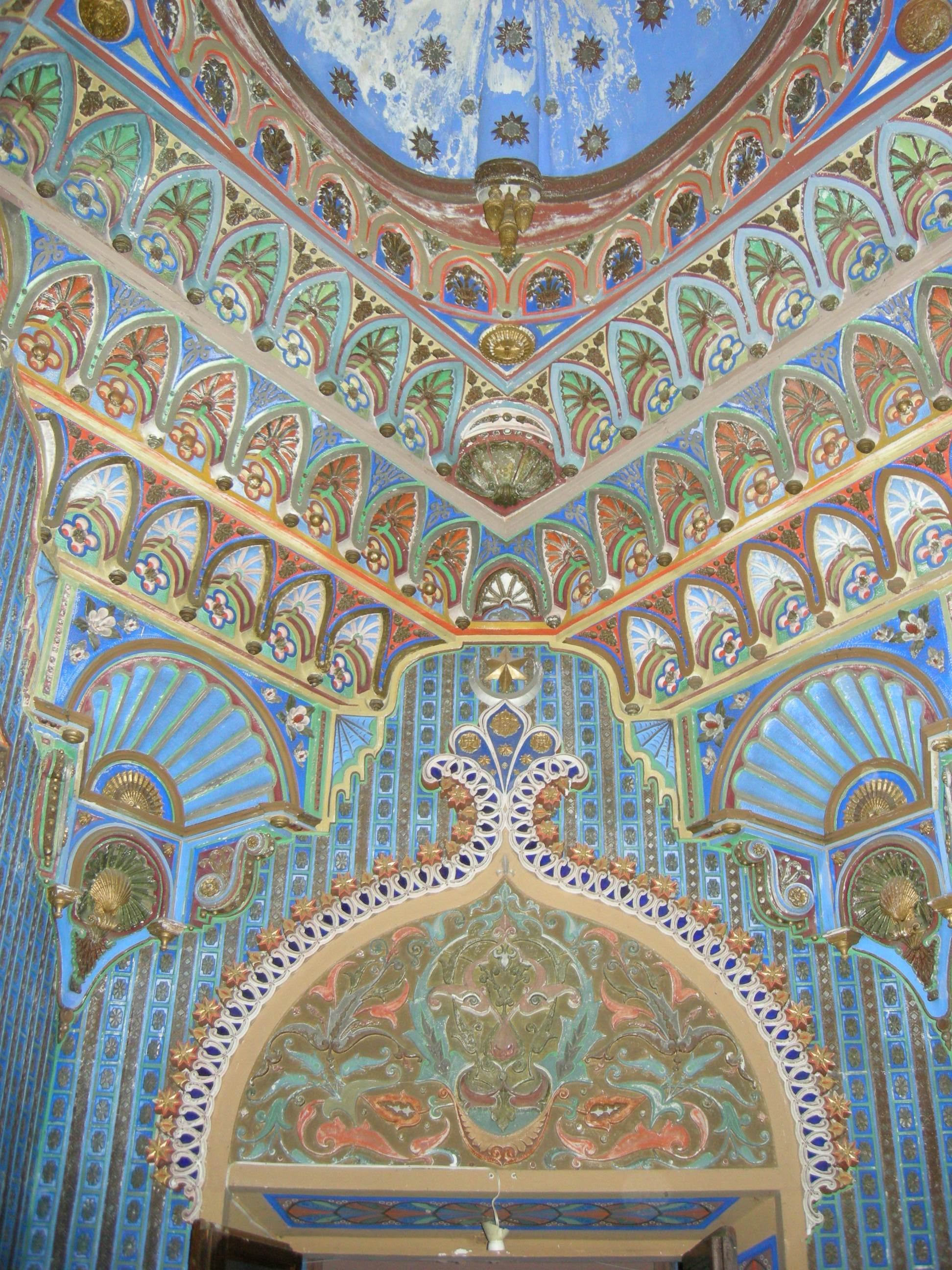
Ornamentações da arquitetura interior
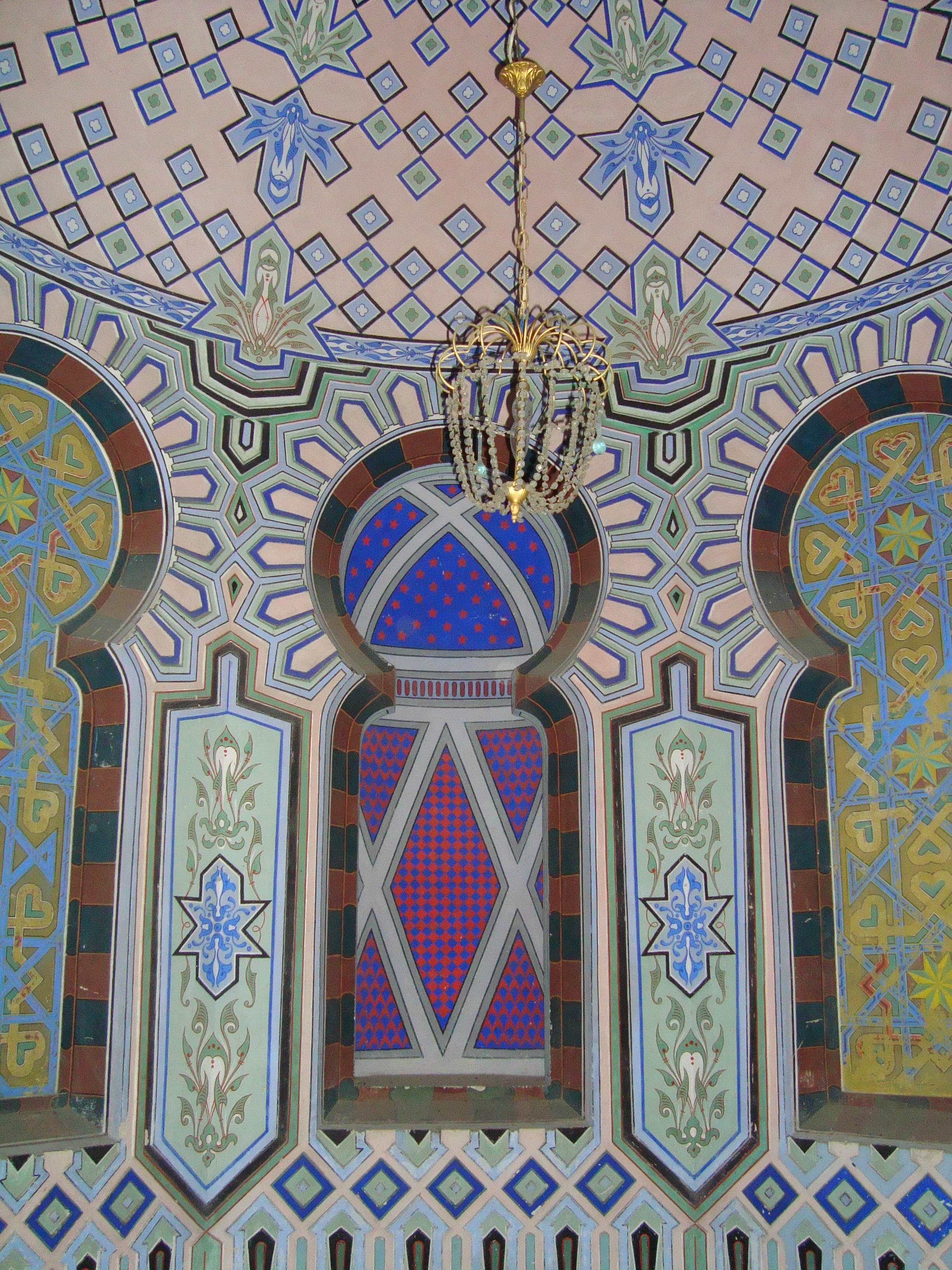
Decorações